# Globalização cultural
Globalização cultural trata-se da transmissão de ideias, significados e valores em todo o mundo de forma a ampliar e intensificar relações sociais. Este processo é marcado pelo consumo comum de culturas que foram difundidas pela internet, mídia de cultura popular e viagens internacionais. Isso aumentou os processos de troca de mercadorias e colonização que têm uma história mais longa de transmissão de significado cultural ao redor do mundo. A circulação de culturas permite que os indivíduos participem em relações sociais alargadas que atravessam as fronteiras nacionais e regionais.
A criação e expansão de tais relações sociais não é observada apenas a nível material. A globalização cultural envolve a formação de normas e conhecimentos compartilhados com os quais as pessoas associam suas identidades culturais individuais e coletivas. Ela traz uma interconexão crescente entre diferentes populações e culturas. A ideia de globalização cultural surgiu no final da década de 1980, mas foi amplamente difundida por acadêmicos ocidentais ao longo da década de 1990 e início dos anos 2000. Para alguns investigadores, a ideia de globalização cultural é uma reação às afirmações feitas pelos críticos de imperialismo cultural nos anos 70 e 80.
Em essência, o fenômeno da globalização da cultura é a unificação de culturas para criar uma que seja dominante através das fronteiras internacionais. Alguns acadêmicos argumentam que as culturas locais estão a ser apagadas em favor do pensamento ocidental ou valores estadunidenses. Outros argumentam que é a progressão natural do mundo após o avanço da tecnologia e o aumento do fluxo de comércio.

## Fases

### Fase pré-moderna: civilizações primitivas até 1500
- Migração humana precoce (facilitação do comércio e criação de redes interpessoais entre outras nações);
- Surgimento das religiões mundiais;
- Desenvolvimento de redes comerciais transregionais (comércio de longa distância, muitas delas centradas na China e na Índia. Primeiras formas de globalização, especialmente com a Rota da Seda).

### Fase moderna
- Imperialismo europeu (ascensão do Ocidente. Expansionismo europeu, especialmente com o encontro de Colombo com o Novo Mundo, que permitiu que mercadorias e pessoas cruzassem o Atlântico);
- Economia internacional emergente;
- Migração internacional e desenvolvimentos fora do Ocidente;
- Propagação da modernidade;
- Avanço médico que possibilitou desenvolvimento humano;
- Ascensão do Estado-nação (um desenvolvimento da liberdade de movimento e difusão cultural);
- Industrialização (demanda de matérias-primas para abastecer as indústrias. A ciência cresceu imensamente com o transporte eletrônico, as ferrovias e novas formas de comunicação, como a tecnologia a cabo).

### Fase contemporânea
- A luta após a Guerra Fria levou a um aumento lento, mas constante, nos fluxos culturais com a imigração de povos, ideias, bens, símbolos e imagens;
- Representou a interconexão cultural global, o que acabou levando ao desenvolvimento de transporte e infraestruturas de transporte, como companhias aéreas a jato e construção de redes rodoviárias e ferroviárias. Isto permitiu mais turismo e mudanças nos padrões de migração global;
- O filósofo e acadêmico de comunicação canadiano Marechal McLuhan introduziu o termo "aldeia global" na década de 1960, afirmando que era a capacidade de conectar e negociar ideias instantaneamente entre as nações do mundo.
- O termo "globalização" tornou-se popular na década de 1980.